# Scooby-Doo e i Boo Brothers
Scooby-Doo e i Boo Brothers (Scooby-Doo Meets the Boo Brothers) è un film d'animazione per la televisione del 1987 prodotto da Hanna-Barbera ispirato alla serie TV Scooby-Doo. Su Rai 1 è andato in onda per la prima volta il 7 ottobre 1991 con il titolo Scooby-Doo incontra i fratelli Boo.
Il film è il secondo capitolo della serie Hanna-Barbera Superstars 10 composta da dieci film di novanta minuti l'uno prodotta nel 1987 e 1988. Inoltre è il secondo film d'animazione per la TV del franchise Scooby-Doo, preceduto da Scooby-Doo va a Hollywood e seguito da Scooby-Doo e la scuola del brivido

## Trama
Scooby-Doo, Shaggy e Scrappy Doo scoprono che il defunto zio di Shaggy gli ha lasciato una grossa eredità di gioielli nascosta da qualche parte. Subito insieme a Scrappy i due organizzano una caccia al tesoro che li porta nella vecchia casa Beauregard dove incontrano lo spaventoso spettro del defunto zio! Terrorizzati i tre amici chiamano in aiuto i "Boo Brothers" una famiglia composta solo da fantasmi in grado di far scappare di paura l'orrenda presenza.

## Doppiaggio

### Doppiatori originali
- Don Messick: Scooby-Doo; Scrappy-Doo
- Casey Kasem: Shaggy Rogers
- Ronnie Schell: Freako
- Jerry Houser: Meako
- Rob Paulsen: Shreako; Dispatcher
- Sorrell Booke: J.T. Buzby; Rufus Buzby
- Arte Johnson: Farquard; fantasma teschio
- William Callaway: Billy-Bob Scroggins; fantasma di Beauregard; scheletro volante; fantasma senza testa
- Victoria Carroll: Sadie-Mae Scroggins
- Michael Rye: Maggiore
- Hamilton Camp: Narratore

### Doppiatori italiani
- Enzo Consoli: Scooby-Doo
- Willy Moser: Shaggy Rogers
- Roberto Del Giudice: Scrappy-Doo
- Oreste Baldini: Freako; Billy-Bob Scroggins
- Fabrizio Mazzotta: Meako
- Wladimiro Grana: Shreako
- Stefano Mondini: J.T. Buzby
- Toni Orlandi: Rufus Buzby; Maggiore
- Silvio Anselmo: Farquard
- Susanna Fassetta: Sadie-Mae Scroggins
- Mario Milita: fantasma di Beauregard
- Adolfo Lastretti: fantasma teschio
- Rodolfo Bianchi: scheletro volante; cavaliere senza testa; narratore
- Giuliano Santi: Dispatcher